# Chrysis pellucidula
Chrysis pellucidula är en stekelart. Chrysis pellucidula ingår i släktet Chrysis och familjen guldsteklar. Inga underarter finns listade i Catalogue of Life.